# Sean Lennon

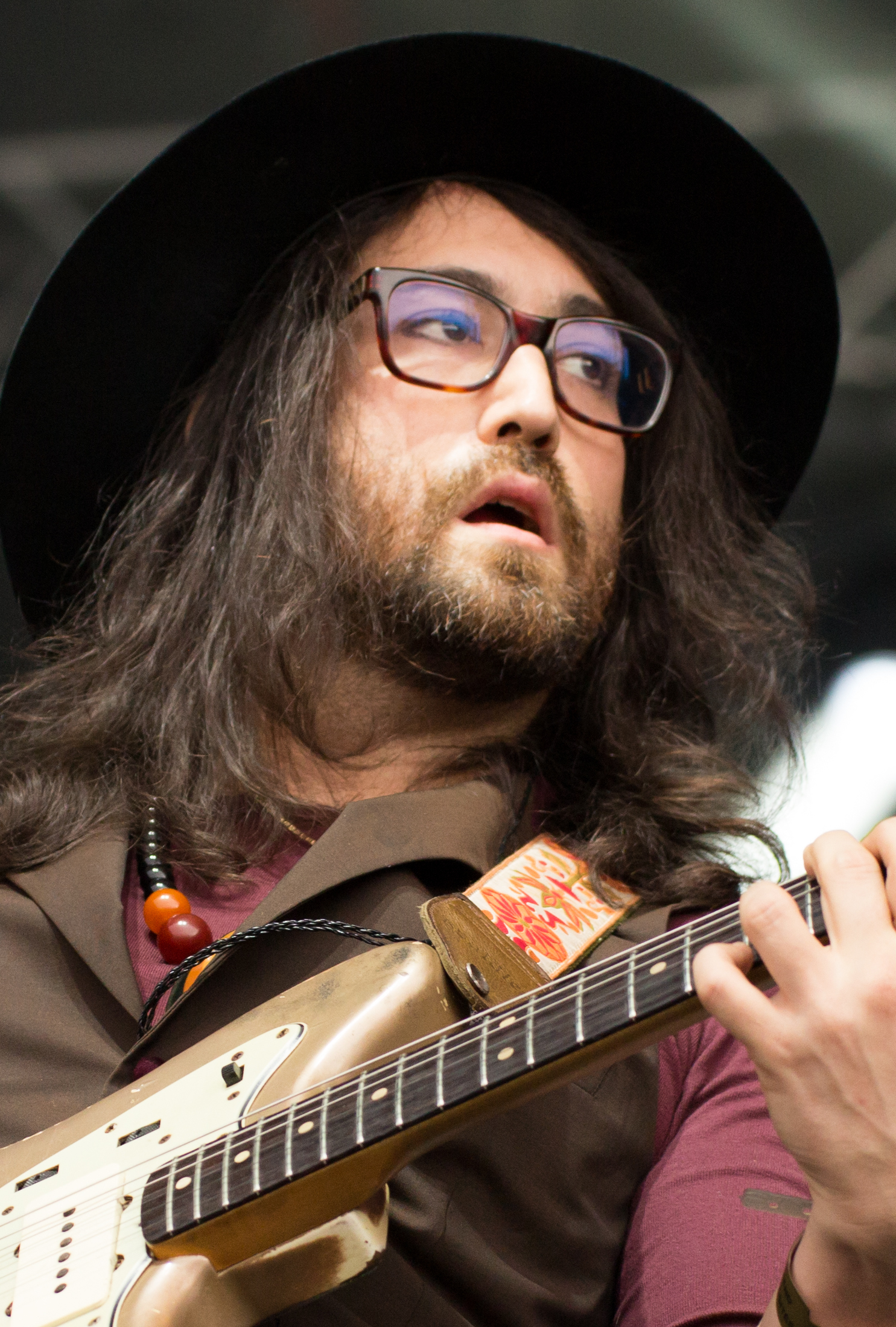
Sean Lennon, 2015

Sean Taro Ono Lennon (japanisch 小野 太郎 Ono Tarō; * 9. Oktober 1975 in New York) ist ein US-amerikanischer Musiker. Er ist der Sohn von John Lennon und Yoko Ono und der Halbbruder von Julian Lennon.

## Leben

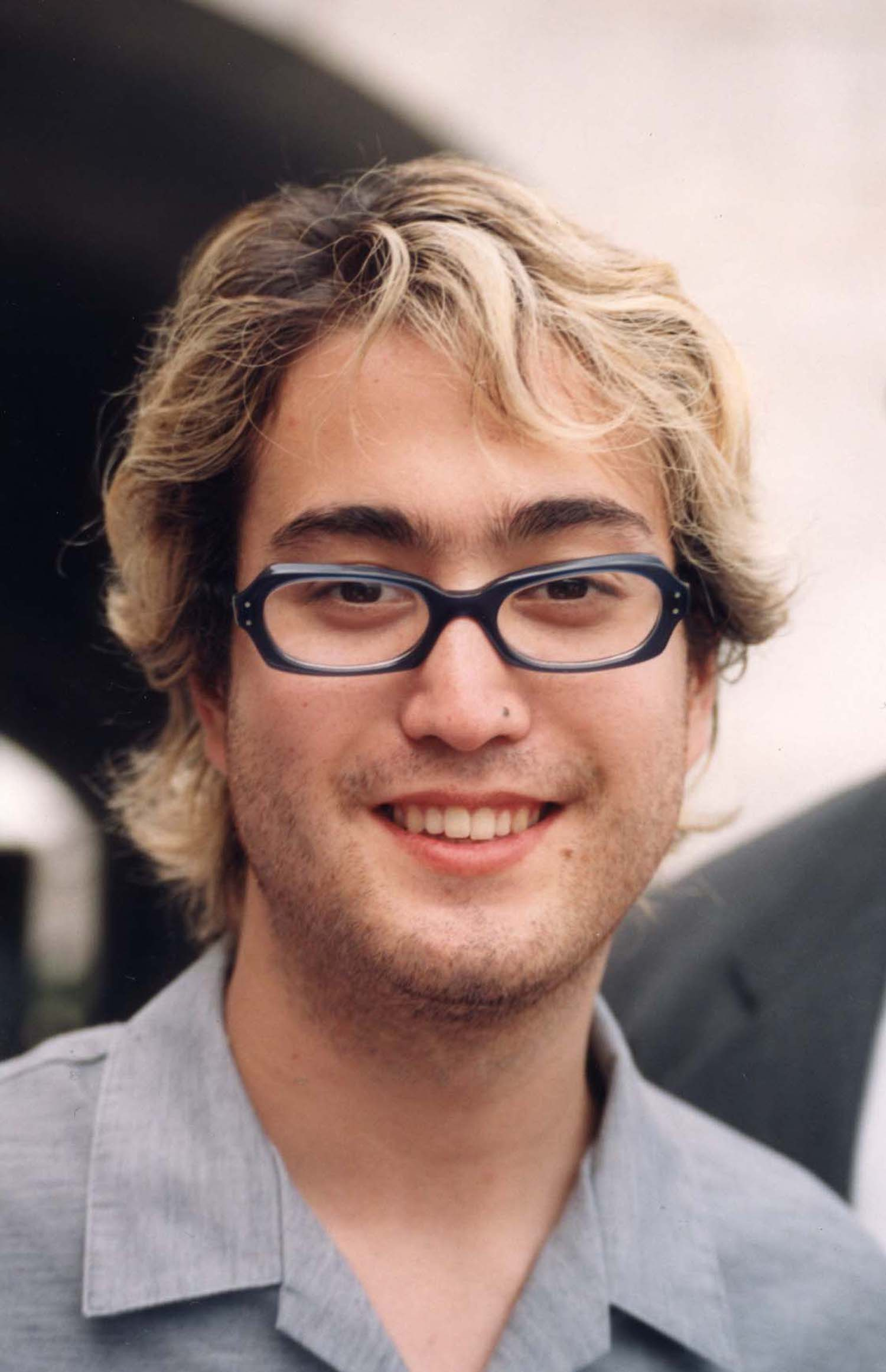
Sean Lennon, 1998

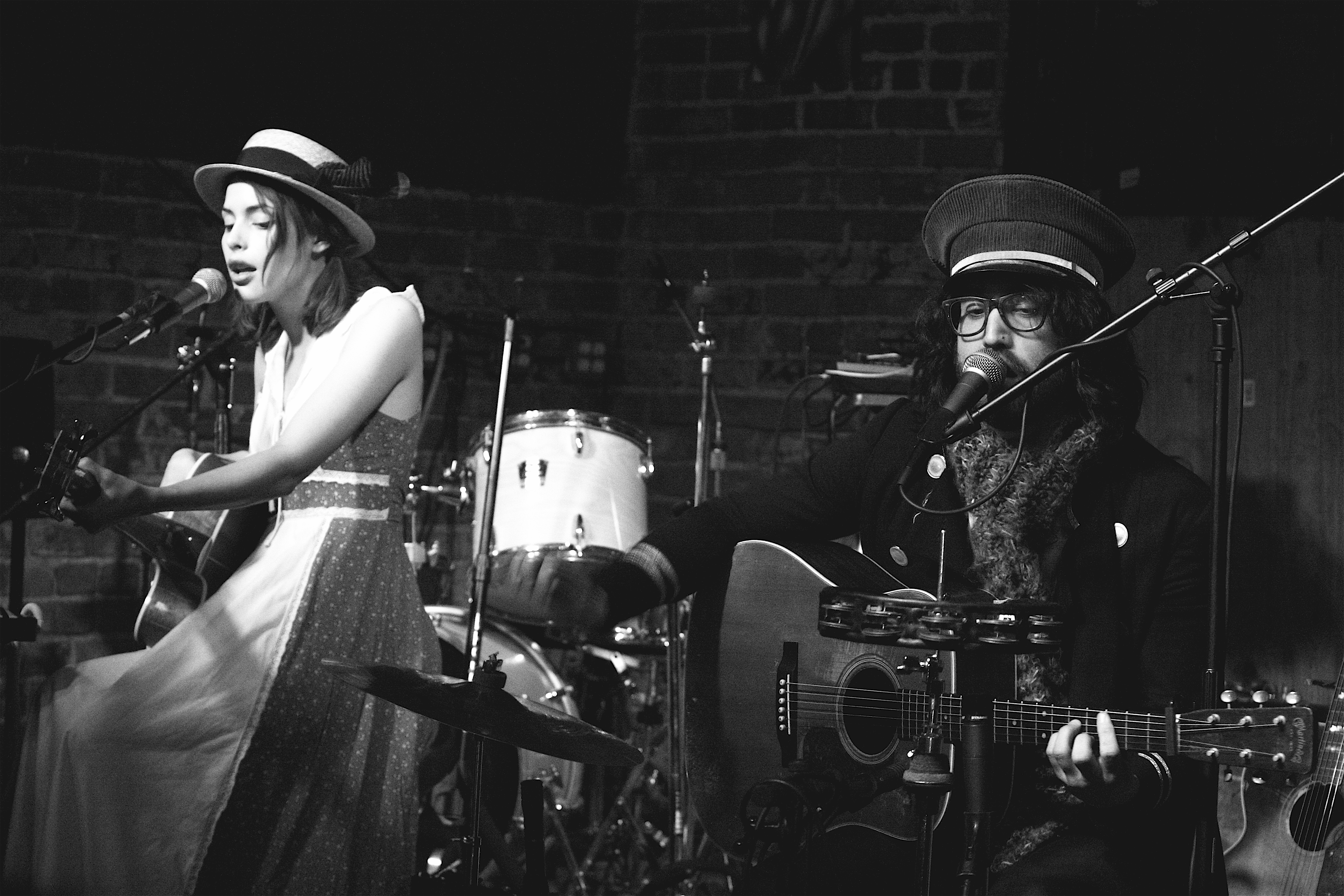
The Ghost of a Saber Tooth Tiger,
Sean Lennon und Charlotte Kemp Muhl, 2011

Sean Lennon wurde 1975 am 35. Geburtstag seines Vaters geboren. Sein Leben ist durch seine berühmten Eltern geprägt. John Lennon zog sich zwischen 1975 und 1980 aus dem Musikgeschäft zurück und widmete sich der Familie. Auf dem Album Double Fantasy singt er im Lied Beautiful Boy (Darling Boy) über seinen Sohn Sean. Nach der Ermordung John Lennons am 8. Dezember 1980 wurde Sean von seiner Mutter Yoko Ono mehrere Jahre von der Öffentlichkeit abgeschirmt.
Auf ihrem Album Season of Glass trägt der fünfjährige Sean Lennon eine kurze Geschichte vor. Im September 1984 wurde das Yoko-Ono-Tribut-Album Every Man Has a Woman veröffentlicht; Sean Lennon sang darauf das Lied It’s Alright. Auf dem im November 1985 veröffentlichten Yoko-Ono-Album Starpeace sang er bei dem gleichnamigen Lied im Hintergrund. 
1988 trat der 13-jährige Sean Lennon mit Michael Jackson in dessen Video zu Smooth Criminal und dem Jackson-Kinofilm Moonwalker auf. Seit etwa 1990 gibt er Interviews und spricht über seinen Vater. 1990 erschien in Japan eine Kompilations-CD-EP mit dem Titel Happy Birthday, John, auf der sich das von Sean Lennon gesungene Beatles-Lied Dear Prudence befindet. Im Januar 1991 wirkte Lennon bei einer Neuaufnahme des Liedes Give Peace a Chance mit. Im April 1991 war das Album Mama Said von Lenny Kravitz erhältlich, das die Gemeinschaftskomposition All I Ever Wanted von Kravitz und Lennon enthält.
Am 28. Januar 1995 nahm Yoko Ono mit Sean Lennon, Paul und Linda McCartney und deren vier Kindern das Lied Hiroshima Sky Is Always Blue auf, das im japanischen Radio ausgestrahlt wurde und nur auf Bootlegs erhältlich ist. 1995 nahm Ono mit ihrem Sohn und den Musikern Timo Ellis und Sam Koppelman das Album Rising auf. Die drei Musiker nannten sich IMA und waren als Musikgruppe schon vor den Aufnahmen musikalisch aktiv. Sie wurden auf dem Cover der CD neben Ono gleichberechtigt genannt. Ima ist Japanisch und bedeutet „jetzt“. 
Anschließend begab sich Ono mit der Begleitband bestehend aus Sean Lennon (Gitarre, Keyboards und Hintergrundgesang), Timo Ellis (Schlagzeug) und Andrew Weiss (Bass) auf eine Tournee. Während der Arbeiten zum Remix-Album von Yoko Ono Rising Mixes traf Lennon Miho Hatori und Yuka Honda, die Mitglieder der Gruppe Matto waren; diese baten ihn, die Gruppe als Bassspieler für eine Tournee zu verstärken. Lennon nahm das Angebot an und spielte auch auf der EP Super Relax (Januar 1997) und dem Album Stereo ★ Type A (Juni 1999) der Band mit.
Im Mai 1998 erschien Lennons Debütalbum Into the Sun bei Grand Royal, dem Plattenlabel der Beastie Boys. Er hatte alle Instrumente selbst eingespielt; die Produzentin war Yuka Honda. Das Album bekam gute Kritiken, wurde aber kein kommerzieller Erfolg. In den USA erreichte es Platz 153 der Charts. Im Februar 1999 erschien in Japan die EP Half Horse, Half Musician. Sie enthält neben unveröffentlichten Liedern auch Remixe von Into the Sun.
Im Oktober 2001 fand in der Radio City Music Hall in New York City ein John-Lennon-Tributkonzert statt, das unter dem Titel Come Together: A Night for John Lennon's Words and Music gesendet und vermarktet wurde. Sean Lennon sang die Beatles-Lieder This Boy und zusammen mit Rufus Wainwright Julia.
Im November 2001 erschien das Yoko-Ono-Album Blueprint for a Sunrise; wie schon beim Vorgängeralbum waren die hauptsächlichen Studiomusiker wieder Lennon, Ellis und Koppelman; diesmal wurde ihr Gruppenname IMA auf dem Cover der CD nicht aufgeführt. Die acht Jahre zwischen den beiden Studioalben nutzte Lennon für eine musikalische Zusammenarbeit unter anderem mit Deltron 3030, Handsome Boy Modeling School, Vincent Gallo, Thurston Moore, John Zorn, Ryan Adams, Jordan Galland und Ben Lee.
2001 wechselte Lennon zum Label Capitol Records. Dort veröffentlichte er im Oktober 2006 das Album Friendly Fire, das mit dem Debütalbum die Vielfalt an musikalischen Stilen gemein hat, wobei die damaligen Freeform-Tendenzen nun Platz machten für eher traditionellere Songstrukturen und eine einheitlichere Thematik. Unter der Regie von Michele Civetta drehte Lennon zu jedem Stück des Albums auch einen Kurzfilm. In diesen Musikvideos, die zusammen ein Konzeptwerk über Verrat und Scheitern der Liebe ergeben, trat Lennon gemeinsam mit Freunden wie Lindsay Lohan, Bijou Phillips, Asia Argento, Carrie Fisher, Devon Aoki, Jordana Brewster und Jordan Galland auf. 
Friendly Fire schrieb er zwar zum Großteil allein, für die Aufnahmen der Songs, die meist in einem einzigen Take aufgenommen wurden, stellte er eine Band mit wechselnden Besetzungen zusammen. Unter anderem mit Jon Brion (Orgel, Gitarre und gelegentlich Schlagzeug), Yuka Honda (Klavier, Keyboards, Bass), Harper Simon (Gitarre) und Bijou Phillips (Hintergrundgesang). Außerdem wurde Lennon bei den Aufnahmen vom Produzenten und Toningenieur Tom Biller und Schlagzeuger Matt Chamberlain unterstützt. Auch Friendly Fire war kommerziell erfolglos und erreichte Platz 152 in den US-amerikanischen Charts.
2008 formierte Lennon mit seiner Lebensgefährtin Charlotte Kemp Muhl das Duo The Ghost of a Saber Tooth Tiger. 2009 gründeten die beiden das Musiklabel Chimera Music; die erste Veröffentlichung des Labels war das Kompilationsalbum Chimera Music Release No 0, das zum Teil bisher unveröffentlichte Lieder von Sean Lennon enthält, es folgte im Oktober 2009 das Soundtrackalbum Rosencrantz and Guildenstern Are Undead.
Im September 2009 veröffentlichte Ono auf Chimera Music unter der Interpretenbezeichnung Yoko Ono/Plastic Ono Band das Album Between My Head and the Sky, von den originären Bandmitgliedern oder Studiomusikern der 1970er Jahre war außer Yoko Ono keiner bei der Neugründung der Plastic Ono Band dabei. Lennon, der das Album produzierte, wurde ebenfalls Mitglied der Plastic Ono Band. Im Oktober 2010 veröffentlichten Lennon und Kemp ihr Debütalbum Acoustic Sessions. Im Februar 2011 folgte das Album La Carotte Bleue.
Im September 2012 erschien das Album Black Hole Lace unter der Interpretenbezeichnung Kemp & Eden, ein Projekt von Eden Rice und Charlotte Kemp Muhl. Das Album wurde von Lennon mitproduziert, der auch den größten Teil der Instrumentierung und den Hintergrundgesang beiträgt sowie drei Lieder mitkomponierte. Im Januar 2013 veröffentlichte Lennon zwei weitere Alben, das Soundtrackalbum Alter Egos und mit dem Schlagzeuger Greg Saunier das Instrumentalalbum Mystical Weapons. Unter der Interpretenbezeichnung Mystical Weapons veröffentlichten Lennon, Saunier und Shazad Ismaily im November 2013 die knapp 20-minütige Livesingle Grotesque.
Im September 2013 erschien das von Sean Lennon mitproduzierte Yoko-Ono-Album Take Me to the Land of Hell, das wiederum unter der Interpretenbezeichnung Yoko Ono/ Plastic Ono Band veröffentlicht wurde, ebenfalls war er als Studiomusiker maßgeblich beteiligt. Im April 2014 wurde das dritte Album von The Ghost of a Saber Tooth Tiger (The GOASTT) unter dem Titel Midnight Sun veröffentlicht. Es wurde wesentlich aufwändiger als die beiden Vorgänger instrumentiert und produziert. Das Album erreichte Platz 182 in den US-amerikanischen Charts. Es folgten zwei EPs, im September 2014 Long Gone und im Mai 2015 Goastt Stories. Ava’s Possessions, ein weiterer Soundtrack von Sean Lennon, wurde im März 2016 veröffentlicht.
Im Januar 2016 gründeten Sean Lennon und Les Claypool das Duo The Claypool Lennon Delirium und gingen im Sommer auf Tournee. Ihr Debütalbum Monolith of Phobos erschien im Juni 2016 und erreichte Platz 84 in den US-amerikanischen Charts. Im April 2017 wurde eine EP mit vier Coverversionen von Pink Floyd, King Crimson, The Who und Flower Travellin’ Band unter dem Titel Lime And Limpid Green veröffentlicht.
2017 nahm Lennon mit Lana Del Rey das Lied Tomorrow Never Came und 2018 mit Miley Cyrus und Mark Ronson die John-Lennon-Komposition Happy Xmas (War Is Over) auf. Das zweite Album von The Claypool Lennon Delirium mit dem Titel South of Reality erschien im Februar 2019. Im März 2024 wurde Lennons Instrumentalalbum Asterisms veröffentlicht. Im April 2024 erschien die Single Primrose Hill von James McCartney, die Lennon mitgeschrieben hat. Im Oktober 2024 wurde das John Lennon Album Mind Games Meditation Mixes veröffentlicht, das Sean Lennon produzierte und an dem er musikalisch mitwirkte.

## Diskografie

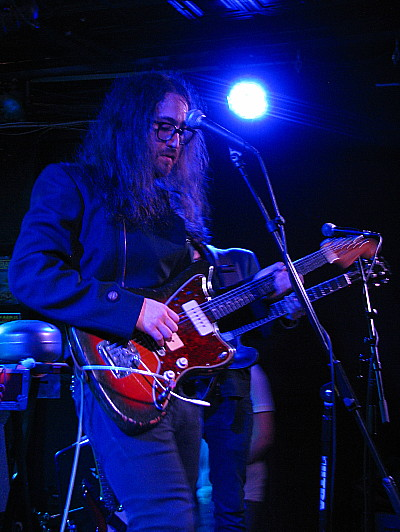
Sean Lennon, 2013

### Sean Lennon

#### Alben
- 1998: Into the Sun
- 1999: Half Horse Half Musician (EP)
- 2006: Friendly Fire
- 2009: Rosencrantz and Guildenstern are Undead (Soundtrack)
- 2013: Alter Egos (Soundtrack)
- 2016: Ava’s Possessions (Soundtrack, Download / 10″-Vinylalbum)
- 2024: Asterisms (Instrumentalalbum)

#### Singles
- 1984: Every Man Has a Woman Who Loves Him (John Lennon) / It’s Alright (Sean Lennon) [29]
- 1998: Home / 5/8[30]
- 1998: Queue (Radiomix)[31]
- 2006: Dead Meat / Freaking Out[32]
- 2007: L’éclipse Sean Lennon & Matthieu Chedid[33]
- 2018: Happy Xmas (War Is Over) with Miley Cyrus and Mark Ronson

### Cibo Matto
Die Band bestand von 1997 bis 2000 im Wesentlichen aus Miho Hatori, Yuka Honda, Sean Lennon und Timo Ellis.

#### Alben
- 1997: Super Relax (EP)<
- 1999: Stereo ★ Type A

#### Singles
- 1999: Moonchild[34]
- 1999: Working for Vacation[35]
- 1999: Spoon[36]

### Mystical Weapons
Die Band besteht im Wesentlichen aus Sean Lennon und Greg Saunier.

#### Alben
- 2013: Mystical Weapons (Instrumentalalbum)

#### Singles
- 2013: Grotesque (einseitige 12″-Vinylsingle)[37]

### The Ghost of a Saber Tooth Tiger
Die Band besteht im Wesentlichen aus Sean Lennon und Charlotte Kemp Muhl.

#### Alben
- 2010: Acoustic Sessions
- 2011: La Carotte Bleue
- 2014: Midnight Sun

#### EPs
- 2014: Long Gone (Download EP/10″-Vinylalbum)
- 2015: Goastt Stories (Download EP/10″-Vinylalbum)

#### Singles
- 2010: Jardin du Luxembourg / Comic Strip[38]
- 2010: The World Was Made For Men / Rainbows In Gasoline[39]
- 2014: Animals (Radio Edit) (Promotionsingle)[40]
- 2019: You’re Gonna Miss Me (Download-Single)[41]

### The Claypool Lennon Delirium
Das Duo besteht aus Sean Lennon und Les Claypool.

#### Alben
- 2016: Monolith of Phobos
- 2019: South of Reality

#### EP
- 2017: Lime And Limpid Green (Download EP/10″-Vinylalbum)

#### Singles
- 2016: Cricket and the Genie[42]
- 2019: Blood and Rockets / Easily Charmed by Fools[43]

### Als Gastmusiker
- 1990: Happy Birthday, John (Kompilationsalbum): Dear Prudence
- 1999: Handsome Boy Modeling School: Gesang bei So… How’s Your Girl
- 2000: Deltron 3030's Album Deltron 3030: Memory Loss
- 2000: Soulfly: Gesang bei Son Song auf dem Album Primitive
- 2005: Esthero: Gesang bei Every Day is a Holiday with You auf dem Album Wicked Lil Grrrls
- 2006: Albert Hammond Jr.: Bass auf In Transit; Klavier und Hintergrundgesang bei 101 und Scared
- 2009: Daniel Merriweather: Gitarre bei For Your Money auf dem Album Love & War
- 2012: Rufus Wainwright: Gitarre bei Sometimes You Need auf dem Album Out of the Game
- 2012: A Monster In Paris (Original Motion Picture Soundtrack) (drei Lieder mit Sean Lennon: A Monster in Paris, Love Is in My Soul und Just a Little Kiss)[44]
- 2012: Kemp & Eden: Black Hole Lace (Die Band besteht im Wesentlichen aus Eden Rice, Charlotte Kemp Muhl und Sean Lennon)
- 2017: Lana Del Rey: Autor, Gesang, Instrumentalisierung und Produktion bei Tomorrow Never Came auf dem Album Lust for Life
- 2023: Adam Green: Coverversion des Songs That Fucking Feeling für das Album Moping in style: A tribute to Adam Green[45]

### Kompilationsalbum
- 2009: Chimera Music Release No 0

### Promotion
- 2006: A Conversation with Sean Lennon (Promotion-CD mit Interviews und zwei exklusiv akustisch eingespielten Titeln)[46]

## Chartplatzierungen

### Alben
| Jahr | Titel              | Höchstplatzierung, Gesamtwochen, AuszeichnungChartplatzierungen (Jahr, Titel, Platzierungen, Wochen, Auszeichnungen, Anmerkungen) | Höchstplatzierung, Gesamtwochen, AuszeichnungChartplatzierungen (Jahr, Titel, Platzierungen, Wochen, Auszeichnungen, Anmerkungen) | Höchstplatzierung, Gesamtwochen, AuszeichnungChartplatzierungen (Jahr, Titel, Platzierungen, Wochen, Auszeichnungen, Anmerkungen) | Anmerkungen                      |
| Jahr | Titel              | DE | UK | US | Anmerkungen                      |
| ---- | ------------------ | --- | --- | --- | -------------------------------- |
| 1998 | Into The Sun       | — | UK90 (1 Wo.)UK | US153 (1 Wo.)US |                                  |
| 1999 | Stereo ★ Type A    | — | — | US171 (1 Wo.)US | Cibo Matto                       |
| 2006 | Friendly Fire      | — | — | US152 (1 Wo.)US |                                  |
| 2014 | Midnight Sun       | — | — | US182 (1 Wo.)US | The Ghost Of A Saber Tooth Tiger |
| 2016 | Monolith Of Phobos | — | — | US84 (1 Wo.)US | The Claypool Lennon Delirium     |
| 2019 | South Of Reality   | DE43 (1 Wo.)DE | — | US88 (1 Wo.)US | The Claypool Lennon Delirium     |

### Singles
| Jahr | Titel Album                 | Höchstplatzierung, Gesamtwochen, AuszeichnungChartplatzierungen (Jahr, Titel, Album, Platzierungen, Wochen, Auszeichnungen, Anmerkungen) | Höchstplatzierung, Gesamtwochen, AuszeichnungChartplatzierungen (Jahr, Titel, Album, Platzierungen, Wochen, Auszeichnungen, Anmerkungen) | Höchstplatzierung, Gesamtwochen, AuszeichnungChartplatzierungen (Jahr, Titel, Album, Platzierungen, Wochen, Auszeichnungen, Anmerkungen) | Höchstplatzierung, Gesamtwochen, AuszeichnungChartplatzierungen (Jahr, Titel, Album, Platzierungen, Wochen, Auszeichnungen, Anmerkungen) | Höchstplatzierung, Gesamtwochen, AuszeichnungChartplatzierungen (Jahr, Titel, Album, Platzierungen, Wochen, Auszeichnungen, Anmerkungen) | Anmerkungen                                         |
| Jahr | Titel Album                 | DE | AT | CH | UK | US | Anmerkungen                                         |
| ---- | --------------------------- | --- | --- | --- | --- | --- | --------------------------------------------------- |
| 2018 | (Happy Xmas) War Is Over! – | DE46 (1 Wo.)DE | AT59 (1 Wo.)AT | CH100 (1 Wo.)CH | — | — | Miley Cyrus & Mark Ronson featuring Sean Ono Lennon |

## Filmografie
- 1988: Moonwalker
- 2011: Un monstre à Paris (Gesangsstimme in der englischsprachigen Version)